# Wang Meng (shorttrackařka)
Wang Meng (čínsky: 王濛; pinyin: Wang Meng; * 10. dubna 1985, Čchi-tchaj-che) je čínská shorttrackařka.
Získala šest olympijských medailí, z toho čtyři zlaté, jednu stříbrnou a jednu bronzovou. Tři zlata jsou individuální (500 metrů v Turíně 2006, 500 metrů ve Vancouveru 2010 a 1000 metrů tamtéž) a jedno ze štafety (3000 metrů ve Vancouveru). Stříbro i bronz má z Turína, z individuálních závodů na 1000 a 1500 metrů. Je tak nejúspěšnější čínským sportovcem v historii zimních olympijských her. Mimoto je trojnásobnou celkovou vítězkou mistrovství světa (2008, 2009, 2013), trojnásobnou celkovou vítězkou světového poháru (2004, 2008, 2009) a držitelkou patnácti individuálních mistrovských titulů z jednotlivých disciplín.
V roce 2011 vzbudila pozornost její bitka s trenérem, po které skončila v nemocnici. Založila si též, ještě před koncem kariéry, v rodném městě firmu na výrobu sportovních potřeb, jež nese její jméno.